# 23113 Aaronhakim
23113 Aaronhakim è un asteroide della fascia principale. Scoperto nel 2000, presenta un'orbita caratterizzata da un semiasse maggiore pari a 2,7945562 UA e da un'eccentricità di 0,1108241, inclinata di 4,86411° rispetto all'eclittica.